# Isola Saint-Paul
Île Saint-Paul è una piccolissima isola (8 km²) che fa parte dei territori francesi nell'Oceano Indiano. Si trova a circa 85 chilometri a sud dell'isola di Amsterdam, con la quale forma il distretto di îles Saint-Paul et Nouvelle-Amsterdam, uno dei cinque distretti delle Terre australi e antartiche francesi. A volte visitata per brevi campagne scientifiche o ecologiche, ma senza alcuna popolazione stabile, è un'isola rocciosa, che misura non più di 5 km nel punto più largo ed è completamente priva di alberi.

## Geografia
L'isola di Saint-Paul ha una superficie di 8 km² e una lunghezza massima di 5 km. Rocciosa e desertica, costituisce la parte emersa di un antico vulcano, composta di un grande cratere centrale il cui orlo è parzialmente crollato, lasciandovi penetrare il mare attraverso un passaggio largo 100 metri e poco profondo (da 2 a 3 m). Il bacino interno, largo 1 km e profondo 50 m, è delimitato da ripide pareti di roccia.
Il punto più elevato dell'isola, la crête de Novara, raggiunge i 268 m s.l.m.
L'isola di Saint-Paul costituisce, insieme con l'isola Amsterdam, le uniche terre emerse di un ristretto plateau continentale circondato da fondali profondi 3000 metri.

## Storia
Le due isole di Saint Paul e di Amsterdam sono legate anche dalla storia. Si trovano entrambe a sud della rotta tra il Capo di Buona Speranza e le Isole della Sonda che prima dell'apertura del canale di Suez collegava l'Europa alle Indie Orientali.
L'isola Saint Paul fu scoperta nel 1559 dalla nave portoghese São Paulo. L'isola fu cartografata, descritta in dettaglio e rappresentata in un dipinto dai membri dell'equipaggio, tra i quali Padre Manuel Álvares e il chimico Henrique Dias che calcolarono la corretta latitudine di 38° Sud. Il capitano era Rui Melo da Câmara e la nave faceva parte della flotta portoghese dell'India comandata da Jorge de Sousa.
Nello stesso anno il geografo Evert Gysaerths indicò su un portolano la presenza di un'isola a latitudine 38°S con la notazione «T.Q. descrobio o nao S. Paulo».
Il successivo avvistamento documentato avvenne il 19 aprile 1618, più tardi un navigatore olandese, Harwick Claesz de Hillegom, scorse l'isola stimandone la posizione a 38°50'S di latitudine. Le diede quindi il nome di Zeewolf in onore della propria nave.
Il primo a sbarcare sull'isola sembra essere stato un altro navigatore olandese: Willen de Vlaming nel dicembre del 1696 alla ricerca di una nave olandese dispersa.
Nel luglio 1788 l'isola fu avvistata durante l'andata del viaggio del Bounty divenuto poi famoso per il successivo ammutinamento.
Nel 1792 la spedizione di Entrecasteaux passò in prossimità dell'isola il cui vulcano era allora in fase di eruzione. Vennero effettuati dei rilievi cartografici dell'isola che venne però confusa con l'Isola di Amsterdam, errore peraltro fatto in precedenza anche da altri navigatori, anche se all'epoca della navigazione a vela, le isole venivano occasionalmente utilizzate per verificare la correttezza della rotta.
Negli anni seguenti l'isola e i suoi paraggi furono frequentati dai pescatori dell'Isola Borbone (attuale Isola della Riunione), da balenieri americani, tra i quali la nave americana General Gates che approdò all'isola nell'aprile del 1819 a caccia di foche. George William Robinson, un cacciatore di foche americano fu lasciato sull'isola e vi rimase per 23 mesi prima di essere recuperato nel marzo 1821. Robinson tornò a Saint Paul nel 1826 sempre per cacciare foche, mentre era in navigazione da Hobart al comando del suo schooner, Hunter.
Le Isole di Saint Paul e Amsterdam furono quindi riscoperte nel 1842 da Adam Mieroslawski, capitano polacco del Cygne de Granville, che aveva superato l'esame di capitano di lungo corso con il nome del fratello Pierre Louis Adam Mieroslawski utilizzando il passaporto di quest'ultimo.
Nel 1843 Adam Mieroslawski presentò la sua scoperta al contrammiraglio Bazoche, governatore dell'Isola Borbone, proponendogli di prendere possesso delle due isole. In assenza di navi da guerra in rada, Bazoche si rivolse al capitano Martin Dupeyart, al comando del tre alberi L'Olympe il quale trasportò Mieroslawski alle isole, avendo quest'ultimo ricevuto dal governatore dell'Isola Borbone, con ordinanza dell'8 giugno 1843, l'incarico di assumerne il controllo e di prenderne possesso in nome della Francia.
Il 1º luglio i francesi sbarcarono ad Amsterdam e il 3 luglio a Saint Paul e innalzarono il tricolore per prenderne formale possesso. A memoria di questo evento rimane un'iscrizione su una roccia sull'orlo del cratere di Saint Paul recante inciso: "Pellefournier Emile Mazarin de Noyarez, Grenoble, Canton de Sassenage, Département de l'Isère, 1844".
Il Regno Unito contestò questa presa di possesso e per evitare screzi diplomatici alla luce del limitato interesse delle isole, il contrammiraglio Bazoche ricevette l'ordine dalla Franca di richiamare indietro la spedizione. Tuttavia, malgrado gli ordini Mieroslawski persistette nella sua volontà di occupare le isole, arrivando perfino a minacciare di issare la bandiera polacca. Alla fine negoziò con Bazoche tramite l'amico Adophe Camin e altri interlocutori dell'Isola Borbone delle modalità di utilizzo delle isole, costituendo nel 1845 una società per azioni per lo sfruttamento delle due isole mediante la creazione di uno stabilimento sul posto, ma l'avventura imprenditoriale cessò nel 1853 con la morte del suo fondatore e la rinuncia ufficiale da parte della Francia alla sovranità sulle due isole.
Tra il novembre e il dicembre del 1857, una spedizione scientifica austriaca imbarcata sulla fregata SMS Novara esplorò l'isola, studiandone la flora, la fauna e la geologia ed effettuando il primo rilievo cartografico accurato. Il nome del rilievo più elevato dell'isola ricorda questa visita.
Nel 1871 un vascello britannico, la HMS Megaera, che trasportava delle truppe dal Sudafrica all'Australia si arenò sull'isola. La maggior parte dei 400 naufraghi rimasero per tre mesi sull'isola prima di essere recuperati.
Il 23 settembre 1874, alcuni astronomi francesi sbarcarono sull'isola per osservare il transito di Venere sul disco solare. Una placca commemorativa ancora presente fu lasciata sull'isola in ricordo di questa missione. La missione terminò il 4 gennaio 1875 e al rientro il geologo e geografo Charles Velain effettuò un accurato studio geologico delle due isole. Apparentemente fu proprio Charles Velain ad assegnare definitivamente all'isola il suo nome, avendo ritrovato la carta Gysaerths del 1559 contenente la menzione del nome di Saint-Paul.
Qualche tempo più tardi l'isola fu visitata anche dalla spedizione tedesca della SMS Gazelle, anch'essa nella regione a studiare il transito di Venere.
Nel 1889 Charles Lightoller, che in seguito divenne celebre in qualità di secondo ufficiale del RMS Titanic, naufragò a Saint Paul e fu recuperato otto giorni dopo dalla Holt Hill. Lightroller descrisse il naufragio e l'isola nella sua autobiografia e ipotizza che l'isola possa essere stata utilizzata da pirati per nascondere dei tesori nelle sue caverne.
Nel 1892 la corvetta francese La Bourdonnais riprese possesso dell'isola in nome della Francia, possesso riconfermato l'anno seguente da un'ulteriore visita dell'Eure, una nave da guerra francese di ritorno dalle isole Kerguelen. Con decreto del governo francese del 21 novembre 1924 le isole di Saint Paul e di Amsterdam sono sottoposte alla sovranità francese e annesse alla provincia di Tamatave nel Madagascar, all'epoca colonia francese.
Nel 1928 la società di pesca La Langouste française di proprietà dei fratelli Bossière, armatori di Le Havre aprì un'officina di inscatolamento di aragoste a Saint Paul, le cui acque sono ricche del prezioso crostaceo. Questo nuovo tentativo di sfruttamento delle risorse dell'isola terminò con un duplice disastro nel 1931. I sette custodi (sei uomini e una donna incinta) furono dimenticati sull’isola e lasciati senza assistenza per 9 mesi. Tre di essi (Emmanuel Puloc'h, Victor Brunou e François Ramamonzi) morirono di scorbuto, un altro morì in mare (Pierre Quillivic) e Paule Brunou, nata sull'isola, morì a due mesi d'età. Sopravvissero solo Julien Le Huludut, Louise Brunou e Louis Herlédan. Questa tragedia è nota sotto il nome di “les Oubliés de Saint-Paul” (i Dimenticati dell'Isola Saint-Paul).
Un successivo sbarco di centotrenta persone fu colpito da una epidemia di Beri-Beri (che uccise trenta persone sull'isola e quattordici sulla nave di soccorso) che pose termine ai tentativi di sfruttamento dell'isola.
Qualche anno dopo, nel 1938, l'equipaggio di un peschereccio francese fece naufragio sull'isola. Le flebili chiamate di soccorso mandate dalla radio a onde corte furono fortuitamente ricevute da un radio amatore negli Stati Uniti a 18 000 chilometri di distanza. Il messaggio fu inoltrato alla Marina Americana e al Consolato Francese di San Francisco mentre il radioamatore californiano riuscì a tenere il contatto radio con i naufraghi per rassicurarli che sarebbero stati raggiunti da una spedizione di soccorso.
Una base scientifica permanente è installata dal 1949 sull'isola di Amsterdam. Da questa base partono delle spedizioni verso l'isola di Saint Paul avvalendosi della Marion Dufresne, nave francese al servizio del TAAF.

## Clima
Il clima è un clima oceanico temperato, segnato dall'assenza di neve e gelo ma con un vento costante da ovest.

## Presenza umana
Sull'isola non c'è mai stata una presenza umana permanente. È visitata solo per brevi spedizioni scientifiche. L'ultimo tentativo di insediamento umano permanente in questa terra, i cui protagonisti sono conosciuti ora in Francia come i Dimenticati dell'Isola Saint-Paul, è finito in tragedia, con la morte della gran parte dei coloni. Oltre alle missioni scientifiche, che sono pianificate ed autorizzate, l'accesso all'isola è del tutto vietato per ragioni ambientali.